# Ленц, Мишель
Мише́ль Ленц (люкс. и фр. Michel Lentz; 21 мая 1820 — 8 сентября 1893) — люксембургский поэт, автор слов к гимну Люксембурга «Ons Heemecht».

## Биография
Мишель Ленц родился 21 мая 1820 года в городе Люксембурге в семье пекаря Жан-Пьера Ленца (фр. и люкс. Jean-Pierre Lentz) и его жены Маргерит Шпресер (фр. и люкс. Marguerite Spresser). Окончив начальную школу, он продолжил образование в лицее, который окончил в 1840 году, получив аттестат зрелости. Через год обучения филологии в Брюссельском свободном университете он поступает на службу в государственный секретариат.
10 сентября 1851 года Мишель Ленц сочетался браком с Жанной Ройтер (фр. и люкс. Jeanne Reuter). У них было три ребёнка: Матильда, Элиза и Пьер Матис-Эдмон.
Всю жизнь до выхода на пенсию в 1892 году он проработал на государственной службе. К моменту смерти, 8 сентября 1893 года, он был уже почти полностью ослепшим. 10 сентября 1893 года состоялись официальные похороны Мишеля Ленца, на которых государственный министр Поль Эйшен лично прочёл надгробную речь.

## Произведения
Произведения Мишеля Ленца пропитаны чувством патриотизма к своей стране. Он писал на люксембургском.
- De Feierwon
- D'Margréitchen
- Hämmelsmarsch (пер. «Овечий марш»)
- Heemwéi
- Ons Heemecht (пер. «Наше Отечество») — Гимн Люксембурга